# Тиберий Клавдий Менекрат
Тиберий Клавдий Квирина Менекрат (лат. Tiberius Claudius Quirina Menecrates; умер в I веке) — медик времён ранней Римской империи, основатель логической медицины.

## Биография
О семье, дате и месте его рождения нет сведений. Учился, вероятно, в Косской или Смирнской медицинской школе. Во время пребывания будущего императора Тиберия на Родосе стал его приближённым. Вместе с Тиберием впоследствии перебрался в Рим, а после восшествия того на престол в 14 году стал сначала римским гражданином, получив имя и фамилия Тиберий Клавдий, а затем личным врачом императора. Относительно даты смерти также не существует никакой информации.

## Деятельность
Прославился как основатель так называемой логической медицины, которой дал обоснование в труде «Zeophletensis» в 156 томах. Из них сегодня сохранились небольшие отрывки. Представлены многочисленные лекарственные формулы в сокращениях. За свою врачебную деятельность получил почетные декреты ряда городов империи. Имел многих последователей, которые установили Менекратово памятное надгробие в Риме.